# Marsabit (distrikt)
Marsabit är ett av Kenyas 71 administrativa distrikt, och ligger i provinsen Östprovinsen. År 1999 hade distriktet 121 478 invånare. Huvudorten är Marsabit.